# یلنا ایسینبایوا
یِلِنا ایسینبایِوا (به روسی: Елена Гаджиевна Исинбаева) (زادهٔ ۳ ژوئن ۱۹۸۲ در ولگوگراد) ورزشکار و قهرمان پرش با نیزه اهل روسیه است.
ایسینبایوا نخستین زنی است که از مانعی به ارتفاع بیش از پنج متر گذر کرده‌است و پس از ۲۸ بار شکستن رکورد جهانی (فضای باز و داخل سالن)، رکورد فعلی پرش با نیزهٔ زنان را به ۵٫۰۶ متر در فضای باز (زوریخ، اوت ۲۰۰۹) رسانیده است. رکورد پرش با نیزهٔ داخل سالن هم تا سال ۲۰۱۳ به میزان ۵٫۰۱ متر متعلق به ایسینبایوا بود که در این سال جن سور رکورد داخل سالن ایسینبایوا را شکسته و دومین زنی شد که از ۵ متر گذر می‌کند.
ایسینبایوا دو قهرمانی المپیک در مسابقات ۲۰۰۴ آتن و ۲۰۰۸ پکن، سه مدال طلا در مسابقات دو و میدانی قهرمانی جهان در سال‌های ۲۰۰۵ و ۲۰۰۷ و ۲۰۱۳ به همراه چهار مدال طلا در دو و میدانی داخل سالن قهرمانی جهان در ۲۰۰۴ و ۲۰۰۶ و ۲۰۰۸ و مدال طلای قهرمانی دو و میدانی جوانان جهان، قهرمانی دو و میدانی نوجوانان جهان، بازی‌های جهانی جوانان، قهرمانی دو و میدانی اروپا و قهرمانی دو و میدانی داخل سالن اروپا را کسب کرده است.
او سه بار در سال‌های ۲۰۰۴، ۲۰۰۵ و ۲۰۰۸ نیز توسط اتحادیه بین‌المللی فدراسیون‌های دو و میدانی به عنوان برترین ورزشکار زن دو و میدانی جهان انتخاب شده‌است. وی همچنین در سال‌های ۲۰۰۷ و ۲۰۰۹ عنوان بهترین بانوی ورزشکار سال جهان لاورس را دریافت کرد. ایسینبایوا یکی از تنها نه ورزشکار دو و میدانی (در کنار والری آدامز، یوسین بولت، ورونیکا کمپبل، ژاک فریتاگ، کیرانی جیمز، یان پیتمن، دنی ساموئلز، و دیوید استورل) است که در هر سه رده نوجوانان، جوانان و بزرگسالان قهرمان جهان شده‌اند.

## دوران ورزشی

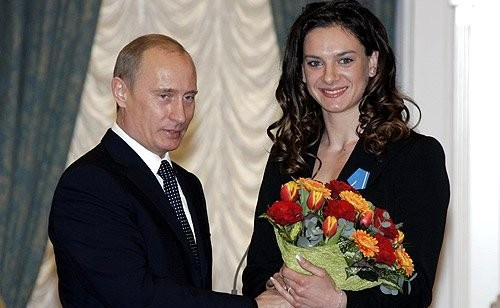
سال ۲۰۰۶ در کاخ کرملین

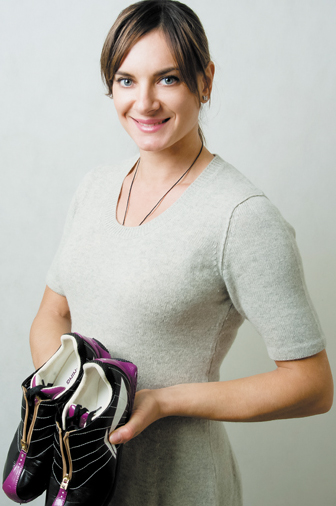
سال ۲۰۱۳

### کودکی
یلنا در شهر ولگوگراد روسیه از مادری روس و پدری از قوم تاباساری (یکی از اقوام کم‌جمعیت قفقازی ساکن داغستان) به دنیا آمد. ایسینبایوا ورزش را از ۵ تا ۱۵ سالگی در ولگوگراد با ژیمناستیک دنبال کرد. اما با توجه به رشد قدش که در نهایت به ۱۷۴ سانتیمتر رسید، ژیمناستیک را رها کرده و به پرش با نیزه روی آورد.

### جوانی
یلنا ایسینبایوا در سال ۱۹۹۸ در مسابقات دو و میدانی قهرمانی جوانان جهان با پرشی به میزان ۴ متر از مدال محروم ماند. سال بعد در بازی‌های جوانان جهان (World Youth Games) با پرش ۴٫۱۰ متر مدال طلا گرفت و در سال ۲۰۰۰ با پرش ۴٫۲۰ متری خود بالاتر از آنیکا بکر از آلمان مدال طلای قهرمانی جوانان جهان را هم کسب کرد .
ایسینبایوا در سال ۲۰۰۱ با پرشی به اندازهٔ ۴٫۴۰ متر مدال طلای مسابقات قهرمانی جوانان اروپا را نیز به مجموعه مدال‌های خود افزود.

### بزرگسالان
ایسینبایوا در سال ۲۰۰۲ در ردهٔ بزرگسالان با پرش ۴٫۵۵متری خود پس از پرندهٔ هموطنش سوتلانا فئوفانوا مدال نقرهٔ قهرمانی دو و میدانی اروپا را گرفت. در سال ۲۰۰۳ با گذر از مانع ۴٫۶۵ متری قهرمان مسابقات زیر ۲۳ سال اروپا شد و در ۱۳ ژوئیه ۲۰۰۳ با پریدن از فراز ۴٫۸۲ متر برای بار نخست رکورد دنیا را شکست، اما کم‌تجربگی‌اش موجب شد تا در مسابقات قهرمانی جهان پس از سوتلانا فوفانووا و آنیکا بکر قرار گیرد و مدال برنز را به گردن آویزد.
ایسینبایوا در سال ۲۰۰۴ رکورد ۴٫۸۳ متر را در دونتسک، اوکراین به جا گذاشت، رکوردی که سوتلانا فئوفانوا یک هفته بعد با ۴٫۸۴ شکست. یک هفته بعد با گذر از مانع ۴٫۸۶متری در مسابقات قهرمانی داخل سالن جهان در بوداپست رکورد این ماده را به نام خود تغییر داد.
یلنا تا قبل از آغاز المپیک آتن در دو مسابقه در کشور انگلیس دو بار دیگر رکورد خود را به میزان ۱ سانتیمتر افزایش داد و علاوه بر دریافت جایزه ۵۰ هزار دلاری فدراسیون جهانی دو و میدانی برای هر رکوردشکنی، موجب شد تا مسابقات پرش با نیزه المپیک آتن یکی از مورد توجه‌ترین مسابقات آن رویداد باشد. ایسین‌بایوا در آخرین پرش این مسابقه پس از ناکامی فوفانووا در عبور از مانع ۴٫۹۰ متر، با پریدن از فراز مانع ۴٫۹۱متری برای چهارمین بار در یک سال رکورد جهان را بهبود بخشید، او در همان سال با گذشتن از مانع ۴٫۹۲ مجدداً این رکورد را بالا برد.
او رکورد داخل سالن دنیا را نیز با پرشی به میزان ۴٫۹۵ متر در ۱۶ فوریهٔ سال ۲۰۰۸ در دونتسک، اوکراین به نام خود ثبت کرده‌است.